# Cantonul Mende-Nord
Cantonul Mende-Nord este un canton din arondismentul Mende, departamentul Lozère, regiunea Languedoc-Roussillon, Franța.

## Comune
- Badaroux
- Le Born
- Chastel-Nouvel
- Mende (parțial, reședință)
- Pelouse